# Styliste
Cet article concerne le métier du vêtement. Pour l'industrie en général, voir Designer.

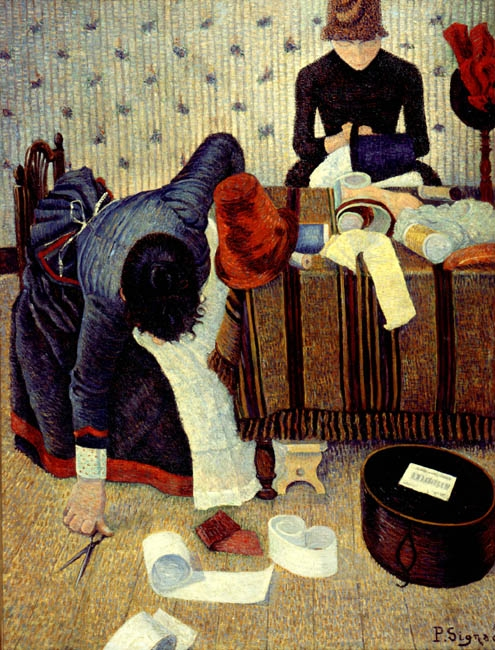
Paul Signac, Deux stylistes, rue du Caire (vers 1885-1886), Zurich, Fondation et Collection Emil G. Bührle.

Un styliste ou créateur de mode est une personne chargée de dessiner un ou plusieurs vêtements[Par qui ?] ; il peut travailler seul ou en équipe. Les vêtements qu'il dessine peuvent viser à former une collection ou être sur-mesure (à la demande du client). Son métier est usuellement appelé « stylisme ».

## Histoire
Dans les années 1960, le prêt-à-porter est réalisé par des stylistes anonymes.
En 1971, le Journal officiel publie une définition du « styliste industriel »[Laquelle ?]
.
En 1973, Yves Saint Laurent, qui, dix ans plus tôt, avait lancé  sa ligne de prêt-à-porter Rive gauche déclare que la mode ne l'intéresse pas, le métier de stylisme ou de haute couture étant un art[réf. nécessaire]. Les stylistes[Lesquels ?] se font désormais appeler « créateurs de mode » et lancent dans les années 1980 des défilés de plus en plus spectaculaires.

## Travail du styliste
Le styliste travaille en équipe ou seul avec un modéliste et des confectionneurs. Il dessine sa collection une année en avance, car il faut du temps pour la créer. Pour ses créations, il peut s’inspirer de tableaux, de photographies, de cultures, de bâtiments. Il fait d'abord un choix de tissus. Pour avoir des idées de tissus, il peut par exemple aller au salon français Première Vision (salon regroupant 90 % des fabricants de tissus). Puis, ses tissus choisis, il dessine ses vêtements et après plusieurs essais, il peut terminer son dessin. Ses dessins passeront ensuite entre les mains d'un modéliste. C'est un métier où l'on doit savoir très bien dessiner. Une styliste doit avoir l'esprit du travail collectif.
Un styliste de mode dessine des centaines de modèles  par saison, les stylistes s'inspirent en fonction du goût de la clientèle, et  de la mode du moment, les thèmes et les matières sont choisis d'après un plan de collection défini en comité de sélection. Un styliste peut être « freelance » (indépendant) ou salarié d'une entreprise, certains travaillent parallèlement pour le domaine français de la haute couture, d'autres pour le prêt-à porter vendu dans la grande distribution, la VPC (Vente par correspondance) ou par une seule ou plusieurs boutiques.
Il y a plusieurs formations permettant d'accéder à la profession. Le niveau minimum souhaité se situe à bac + 2. Le BTS vêtement (création et mesure) constitue le 1er niveau de qualification. À bac + 2 : on trouve le BTS création de mode, textile et environnement option mode ou option textile, matériaux et surface, le BTS industries des matériaux souples option modélisme industriel. À bac + 4 ou bac + 5 : le diplôme supérieur d'arts appliqués mode-environnement, en deux ans après un BTS.
De nos jours, les stylistes, intégrant les grandes marques internationales, se doivent d'être pluridisciplinaires. Outre l'aspect vestimentaire et « créatif », leur périmètre de responsabilités s'étend parfois aux accessoires, aux parfums, à la mise en scène des défilés ou vitrines, à l'image de la marque, ou encore à son influence sur internet.

## Conditions de travail du styliste
Cette profession s'exerce généralement à domicile ou chez l'employeur (entreprise de confection, de prêt-à-porter, bureau de design, bureau d'études, entreprise industrielle, etc.). Les visites aux unités de production entraînent de fréquents déplacements. Les horaires de travail sont souvent irréguliers et conditionnés par les délais de livraison ou par les dates de manifestations commerciales (défilés, salons, etc.). L'activité implique une collaboration avec les clients et les spécialistes d'autres secteurs (ergonomes, sociologues, informaticiens, designeurs, modélistes, spécialistes mercatique (marketing), ingénieurs, etc.). Le recours aux techniques d’assistance informatique (DAO) est en plein essor.
Il est également fréquent de trouver des stylistes en freelance. Ce travail s'effectue alors à distance ou dans les locaux du client. En tant que marque, ce système de mission permet d'économiser un poste salarié et de faire appel à différents profils pour dessiner ses collections.

## Formation
Il n'existe pas de conditions strictement définies pour accéder à cette fonction. De nombreuses écoles d’arts possèdent une section design. Il existe aussi une formation spécifique à la confection textile, à la création de mode, à la couture et à la fabrication de costumes de spectacles. Dans la plupart des cas, l’apprentissage seul ne garantit pas l’accès direct à un poste à responsabilités, une période intermédiaire d'assistant est généralement nécessaire.
Le diplôme d'état est le BTS création de mode ou Bac+ styliste. Mais il faut savoir que des diplômes sont délivrés par des écoles de mode. Certaines d'entre elles proposent des titres certifiés par la Commission nationale de la certification professionnelle, ce qui garantit une qualité d'enseignement correspondant aux exigences du métier. Pour beaucoup d'étudiants, il est plus intéressant de faire un certificat d'école.